# Helopsaltes pleskei
 Helopsaltes pleskei е вид птица от семейство Locustellidae. Видът е световно застрашен, със статут Уязвим.

## Разпространение
Видът е разпространен във Виетнам, Китай, Русия, Хонконг, Южна Корея и Япония.